# Bodenerdfunkstelle

Bodenerdfunkstelle (links) mit Speiseverbindung im mobilen Flugfunkdienst über Satelliten

Bodenerdfunkstelle (englisch – aeronautical earth station) ist – entsprechend Artikel 1.82 der Vollzugsordnung für den Funkdienst (VO Funk) der Internationalen Fernmeldeunion (ITU) – definiert als «Erdfunkstelle des  festen Funkdienstes über Satelliten oder in bestimmten Fällen des mobilen Flugfunkdienstes über Satelliten, die sich an einem bestimmten festen Punkt am Boden befinden und die der Bereitstellung einer Speiseverbindung für den mobilen Flugfunkdienst über Satelliten dient.»

## Klassifikation
Gemäß VO-Funk (Artikel 1) ist diese Funkstelle wie folgt klassifiziert: 

Erdfunkstelle (Artikel 1.63)
- Mobile Erdfunkstelle (Artikel 1.68); Mobilfunkdienst über Satelliten (Artikel 1.25)
- Ortsfeste Erdfunkstelle (Artikel 1.70); fester Funkdienst über Satelliten (Artikel 1.21) oder Mobilfunkdienst über Satelliten
  - Mobile Erdfunkstelle des Landfunkdienstes über Satelliten (Artikel 1.74); mobiler Landfunkdienst über Satelliten (Artikel 1.27)
- Ortsfeste Erdfunkstelle (Artikel 1.72); fester Funkdienst über Satelliten
- Küstenerdfunkstelle (Artikel 1.76); fester Funkdienst über Satelliten / Mobilfunkdienst über Satelliten mobile
- Schiffserdfunkstelle (Artikel 1.78); Mobilfunkdienst über Satelliten
- Bodenerdfunkstelle (Artikel 1.82); fester Funkdienst über Satelliten / mobiler Flugfunkdienst über Satelliten (Artikel 1.35)
- Luftfahrzeugerdfunkstelle (Artikel 1.84); mobiler Flugfunkdienst über Satelliten